# Storia del Siracusa Calcio 1924
Di seguito viene trattata la storia del Siracusa Calcio 1924 fino ai nostri giorni.

## Le origini

Prima storica squadra dell'Ortigia Sport Club 1907

La prima società calcistica aretusea fu l'Ortigia Sport Club, nato nel 1907. Esso prenderà parte, due anni più tardi, alla Coppa Lipton (torneo calcistico di spicco dell'Italia meridionale che fu) arrivando a disputare esattamente il 10 aprile 1909 la semifinale a Palermo contro i locali del Palermo Football Club, vinta da questi ultimi col punteggio di 4-2, nonostante la vittoria a tavolino nel prepartita a causa dello schieramento di giocatori professionisti nelle file dell'Ortigia, espressamente vietato dai regolamenti dell'epoca. L'incontro fu comunque disputato come amichevole. Eccetto sporadiche apparizioni a livello provinciale, da quel momento non si avranno più notizie del club isolano, se non della sua definitiva scomparsa coincisa con lo scoppio della prima guerra mondiale.

## Anni venti
Solo dopo il primo dopoguerra, agli inizi degli anni venti, sorsero nuovi club: nel 1922 la Polisportiva Siracusana; e lo Sporting Club Santa Lucia fondato per iniziativa del marinaio Giuseppe Barcio. L'esistenza di questo club fu comunque assai breve in quanto si sciolse dopo appena un anno. Proprio nel 1923 emersero ulteriori realtà cittadine, perlopiù di quartiere, che davano vita a tornei amatoriali spesso in strada. Tra queste vanno citate in modo particolare gli azzurri dell'Esperia (isola di Ortigia) e i giallorossi dell'Insuperabile (Borgata Santa Lucia, la terraferma siracusana) divise da una grande rivalità rionale e conseguentemente anche calcistica. Nello stesso anno si aggiunse il Circolo Sportivo Tommaso Gargallo, dal nome del poeta siracusano.
La Polisportiva Siracusana, tra le altre, attivò la sezione calcio con la squadra del 75º Reggimento Fanteria nella quale militavano i militari in servizio nella città aretusea, uno di questi era il tenente di carriera Genesio Pioletti. Merita menzione anche il Siracusa Football Club (considerabile come il più diretto antesignano del Siracusa) con maglia biancoverde a scacchi ed esistito tra il 1924 e il 1925 come società a carattere polisportivo (nel 1925 fu l'organizzatore dei campionati studenteschi cittadini di calcio, salto in alto, salto in lungo, corsa veloce e corsa di mezzofondo).

### 1º aprile 1924: La svolta
Siracusa, autunno 1924
Campo Coloniale
Tommaso Gargallo Siracusa - Centurion

1 – 6
- Marcatore per il Gargallo:
- Pioletti

La sera del 1º aprile 1924 fu la data della svolta per il calcio cittadino: la fusione tra Esperia, Insuperabile e 75º Fanteria nella sezione calcio del Circolo Sportivo Tommaso Gargallo, fusione sponsorizzata e attuata da Luigi Santuccio e Genesio Pioletti. A determinare ciò fu un quadrangolare organizzato da una rappresentativa del Gargallo in cui parteciparono le suddette squadre, e vinto dalla società organizzatrice che batté gli ortigiani dell'Esperia 9-0 in finale. A fusione avvenuta, la famiglia Gargallo stanziò 5.000 lire per costruire le basi economiche.

La formazione del Siracusa nella stagione 1924-1925

La prima uscita ufficiale del Gargallo Siracusa post-fusione è attestata all'autunno 1924. Il club, allora presieduto dal duo Salvatore Monteforte e Luigi Santuccio e allenato da Genesio Pioletti, indossò per l'occasione una casacca nera in omaggio al regime fascista. 
L'avversario affrontato in amichevole fu la Centurion, formazione di marinai inglesi dell'omonima nave di battaglia attraccata al porto di Siracusa. La gara fu disputata nell'impianto sportivo Coloniale ubicato nell'odierna via Augusto Via Von Platen, e vide prevalere nettamente la formazione d'oltremanica che vinse col punteggio di 6 a 1. Per gli aretusei Genesio Pioletti realizzò il goal della bandiera su calcio di rigore. La storia dice che chi assistette alla partita, venne a sapere della presenza nella squadra inglese di alcuni calciatori della nazionale, giustificando così la netta supremazia di gioco.

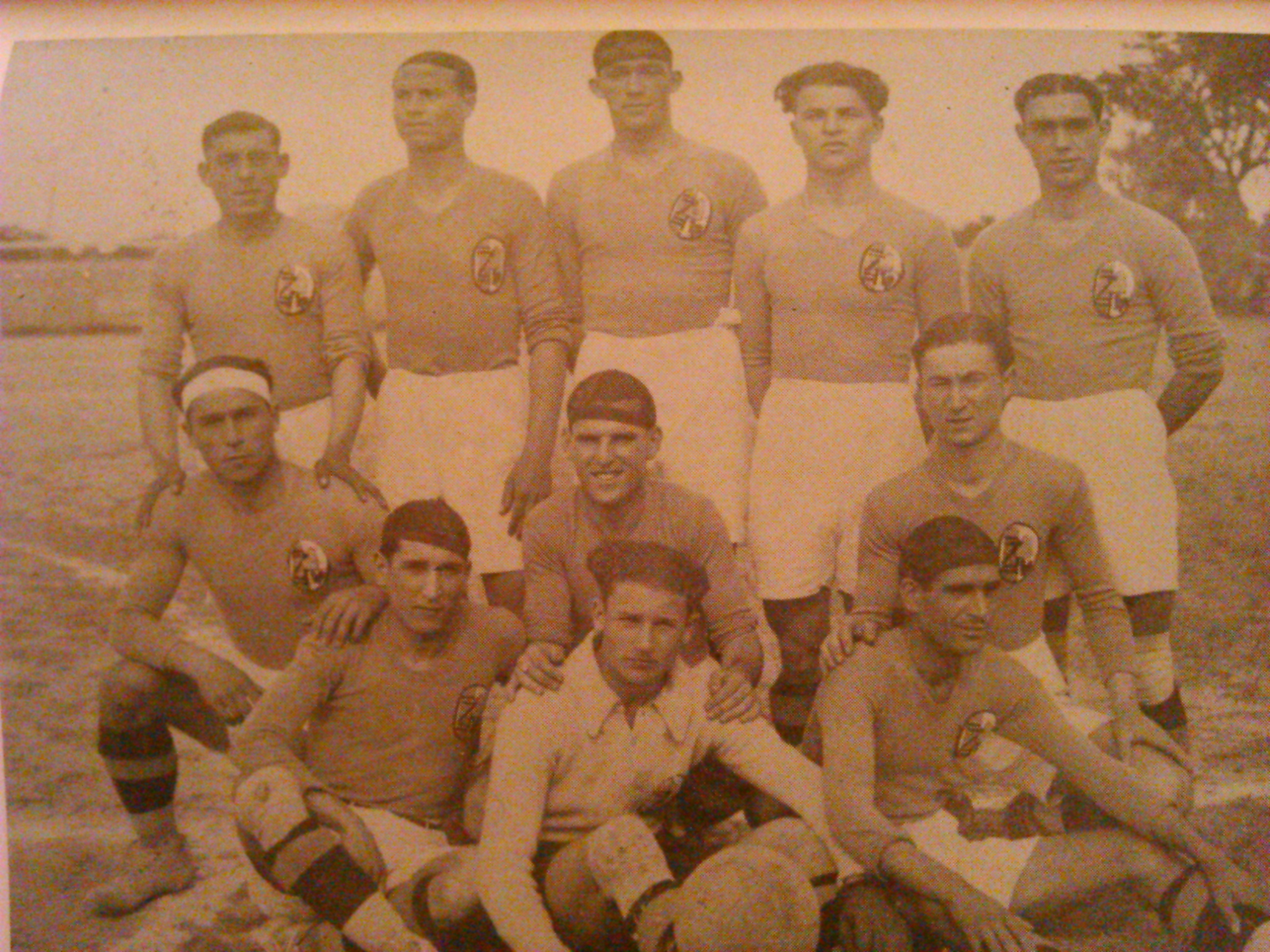
Una formazione del Siracusa stagione 1928-1929

La prima vittoria arrivò nel 1925 sempre al Coloniale nel derby con il Megara Augusta battuto 1-0. La partita fu caratterizzata, peraltro, da violenti scontri corpo a corpo tra i giocatori di entrambe le squadre che coinvolsero anche i tifosi, i quali si resero protagonisti di un'invasione di campo.
Successivamente in un triangolare disputato a Siracusa valevole per il campionato di Seconda Divisione, si affrontarono le avversarie etnee della Juventus Catania e della Catanese. La prima gara, disputata il 7 giugno 1925 contro la Juventus Catania, vide prevalere i siracusani per 3 a 0 con tripletta dell'attaccante Cichero. A seguire, nella gara successiva del 14 giugno 1925, vennero sfidati gli etnei della Catanese, e anche qui si vinse col punteggio finale di 2 a 1 con rete per gli azzurri di Pioletti e Bagnoli. Sempre in quel periodo, il Gargallo disputa la prima stracittadina contro il Siracusa Football Club con un finale alquanto bizzarro, perché sospesa sull'1-0 per il Siracusa a causa dell'abbandono del campo dei biancoverdi dopo un rigore, secondo loro ingiusto, assegnato al Gargallo e quindi per protesta nei confronti dell'arbitro. 

Genesio Pioletti

Successivamente, dalla stagione di Seconda Divisione 1925-1926 (la Serie B dell'epoca), il Gargallo venne inserito in un girone siculo-calabro che permise di disputare i derby contro lo Stadium Palermo, l'Umberto I Messina e il Reggio Football Club dove al termine della campionato, gli aretusei vinsero il proprio girone totalizzando 8 punti.
Nelle successive due stagioni gli azzurri (nuovo e definitivo colore adottato dai gargallini) sempre nel campionato di Seconda Divisione declassato a terza serie, confermarono i progressi del proprio movimento calcistico locale, concludendo sempre tra le prime posizioni; poi, nel 1928-1929, il Gargallo venne inserito nel Campionato Meridionale, dove giocò in un girone di ferro contro squadre blasonate quali Palermo, Nocerina e Salernitana. Al termine del campionato, gli aretusei vinsero il proprio girone totalizzando ben quindici punti, ottenendo l'ammissione alla Prima Divisione. Inoltre, si chiuse l'era di Genesio Pioletti, che dopo aver prima giocato e poi allenato la prima squadra decise di lasciare, facendo rimanere la sua impronta ancora oggi indelebile nel movimento calcistico cittadino.
Nel campionato di Prima Divisione 1929-1930, costituitosi terzo livello calcistico in Italia, il Tommaso Gargallo vide effettuare un cambio tecnico dove a Pioletti subentrò Mario Piselli. Il Gargallo fu inserito nel girone D con altre 14 squadre. Indubbiamente e soprattutto calcisticamente parlando, per Siracusa cominciò un capitolo importante, in quanto arrivò al sesto posto evidenziando importanti progressi calcistici.

## Anni trenta

Il primo tecnico straniero degli azzurri, l'ungherese Róbert Winkler

Tra il 1930 e il 1932 il club cambiò per due volte la denominazione: da Società Sportiva Syracusae, con l'ungherese Róbert Winkler in panchina nonché primo allenatore straniero degli azzurri che fece vincere ai leoni il primo storico derby ufficiale contro il Catania per 2 a 1 grazie a una doppietta di Alberto Macchi e Antal Mally, a Società Sportiva Siracusa, che sfiorò per due volte il ritorno in Serie B: la compagine siracusana partì dalla Prima Divisione 1930-1931 (odierna terza serie italiana di calcio) e restò in cadetteria sino alla stagione 1934-1935; al primo anno gli aretusei chiusero il campionato al 9º posto, cogliendo una salvezza; al secondo, al terzo e al quarto anno si registrò il proprio exploit della squadra, che, nel primo caso ottenne un terzo posto, alle spalle della Salernitana e del Messina; nel secondo caso arrivò prima, a pari punti con la Catanzarese, ma perdendo gli spareggi per le fasi finali 1-0, nel campo neutro di Napoli, il 7 maggio 1933, facendo vincere, così, i calabresi; nel terzo caso arrivò seconda, sotto il Catania (capolista di 4 punti) e venne successivamente ammessa alle fasi finali per la promozione, poi sfumata: nel girone C finale il club si piazzò in seconda posizione, cedendo, per 3 punti, la seconda serie nazionale ai toscani della Lucchese. Al quinto anno consecutivo il Siracusa parte male e con problemi economici inizia l'annata con un punto di penalizzazione. I problemi finanziari continuano, e spingono la società a far rinunciare la squadra a scendere in campo e infine a ritirarla dal campionato così come ufficializzato mediante un telegramma del trio dirigenziale Innorta-Carnazza-Moscuzza.

Nicola De Simone

### 1937: Associazione Sportiva Siracusa
Il 27 marzo 1935, dopo l'ultima rinuncia, il Direttorio Divisioni Superiori decreta l'inevitabile radiazione dai propri ranghi della Società Sportiva Siracusa. Dopo due anni di tentativi di fondare un nuovo club, in data non precisata del 1937 vide la luce l'Associazione Sportiva Siracusa, matricola federale 49470 per merito di alcuni appassionati aretusei che la iscrissero al campionato siciliano. Uno di questi, Pier Luigi Romano, andò alla presidenza, mentre il primo allenatore fu Fioravante Lenzi. Il Siracusa mise fin da subito le cose in chiaro agli avversari, candidandosi come squadra da battere. Infatti, al termine del torneo, gli azzurri sbaraglieranno tutte le concorrenti ottenendo così la promozione nella nuova Serie C (che ha rimpiazzato la Prima Divisione) per la stagione 1938-1939. Da quel momento lì comincerà un nuovo ciclo esaltante che terminerà negli anni quaranta: poco dopo la promozione il club sfiora il salto di categoria, disputando degli ottimi campionati e piazzandosi, dal 1938 al 1940, al secondo posto consecutivo. Dunque, il 18 settembre 1938, il Siracusa debuttò in terza serie pareggiando in casa 0-0 contro il Lecce conducendo, per il resto, delle annate al di sopra delle aspettative e concludendole in alta classifica assieme a squadre come Messina, Brindisi e Taranto. Inoltre, sempre in quell'anno, venne ammesso per la prima volta anche alla Coppa Italia 1938-1939, ma viene già eliminato al primo turno eliminatorio a tavolino, per la mancata presentazione al debutto in Coppa Italia maggiore contro i reggini de La Dominante, permettendo così ai calabresi di passare il turno. La squadra si riscatta nell'edizione 
successiva passando, inaspettatamente, tutte le fasi eliminatorie (superando, nell'ordine, Agrigento, Messina, Stabia e Palermo) accedendo storicamente alla fase finale e toccando il punto più alto in questa competizione (mantenendo a tutt'oggi questo record nella propria storia), oltretutto divenendo all'epoca una delle poche squadre di Serie C a riuscire nell'impresa. Il Siracusa esce solamente, e con onore, ai sedicesimi di finale giocati insolitamente alla vigilia di Natale 1939 sconfitto dal Brescia (formazione di Serie B) allo Stadium di Brescia, dove passa in vantaggio per due volte con la doppietta di Peresson al 6º e al 28º minuto. Stavolta però l'impresa non riesce, le rondinelle rimontano fino al 4-2 finale che interrompe una storica cavalcata la quale, se fosse andata avanti, avrebbe permesso al Siracusa storici incontri con Torino (agli albori del Grande Torino), Juventus e Fiorentina.

## Anni quaranta

Giuseppe "Gipo" Viani, tecnico degli azzurri nel 1940-1941, allenò la Nazionale Italiana dal 1958 al 1960.

Nella stagione 1940-1941, gli aretusei, allenati dall'esordiente Giuseppe Viani, arrivarono al primi nella fase a gironi e, in quanto detentori del proprio girone H, si giocarono la Serie B nel quadrangolare-spareggio a cui parteciparono Cavagnaro Genova, Prato e Pro Patria, ma persero nel girone A finale i primi i due posti validi per un solo punto. Al termine del campionato il Siracusa venne quindi eliminato in virtù del terzo e penultimo posto conseguito nella mini classifica. Successivamente, nei due tornei seguenti, concluse per due volte consecutive alla seconda posizione in graduatoria, rimandando ancora il sogno della prima promozione in B.

Engelbert König, primo allenatore in Serie B degli aretusei

Al termine della Serie C 1942-1943, l'attività calcistica in Italia subì una sospensione per via dello sbarco anglo-americano in Sicilia e la conseguente ripresa della seconda guerra mondiale. Alla ripresa nel 1944 il Siracusa, che fu l'unico sopravvissuto allo scioglimento coatto di quasi tutte le società calcistiche siciliane nell'ambito della "defascistazione" dell'isola nonché a mantenere la propria matricola e la propria storia, partecipò al Campionato siciliano di guerra organizzato dalla Federazione Sportiva Siciliana facente parte del Movimento Indipendentista Siciliano per poi prender parte, l'anno seguente, al campionato di Serie C ottenendo al termine dello stesso l'ammissione in Serie B per la prima volta nella sua storia in virtù del balzo in classifica dal quarto al terzo posto per lo stravolgimento della classifica finale che ha visto il Cosenza prendere il primo posto del Leoni Palermo (assorbito dalla nuova Unione Sportiva Palermo), seguito da Catanzaro e Siracusa che vengono così ammesse in seconda serie. 

### 1946: il debutto in assoluto in Serie B
Il Siracusa fece il suo esordio nei cadetti il 22 settembre 1946 debuttando in casa contro il Foggia, sconfitto per 3 a 0 con la doppietta di Luciano Cavaleri (autore del primo gol degli azzurri in Serie B) e con il gol di Dandolo Flumini. 
Gli aretusei militarono in cadetteria per ben sette anni consecutivi, esattamente fino al 1952-1953 (quando pareggiarono 0-0 in casa lo scontro diretto per la salvezza con il Piombino e retrocedettero per un solo punto), disputando diversi derby con Catania, Messina e Palermo e incontrando club di grosso blasone come Genoa, Napoli e Roma, totalizzando complessivamente 258 punti, 262 partite giocate con 102 vittorie, 55 pareggi e 105 sconfitte con 327 goal segnati e 369 subiti.
La rosa che compose il primo Siracusa in Serie B con relative presenze in campionato fu composta da: (Portieri) Remo Peroncelli (29), S. Nobile (2), S. Tragella (1); (Difensori) Fernando Casuzzi (29), V. Troiano (1), G. Vinci (1), G. Viverit (3); (Centrocampisti) Adelio Fiore (28), A. Correnti (23), U. Ambrogio (13), Guido Manfré (23), Guido Mazzetti (23), Giacomo Mele (25), M. Pala (30), Bruno Ziz (17); (Attaccanti) G. Busoni (4), S. Cambisi (1), D. Carussio (1), Luciano Cavaleri (22), A. Chiarenza (15), Dandolo Flumini (29), C. Nobile (11), G. Rizzo (15), R. Salvo (1).

Una formazione del Siracusa stagione 1947-1948

Il bilancio per il Siracusa nel suo primo campionato di Serie B, con l'austriaco Engelbert König (poi sostituito da Guido Mazzetti), fu di un dodicesimo posto finale, salvando la categoria per un solo punto.
Nel triennio successivo, gli azzurri raggiunsero anche degli ottimi piazzamenti, precisamente nella stagione 1947-1948 con un quinto posto in graduatoria insieme all'Empoli. I restanti campionati furono caratterizzati da andamenti altalenanti a metà classifica. L'attaccante più prolifico fu l'attaccante Bruno Micheloni, il quale al primo anno in azzurro si laureò vicecapocannoniere alle spalle di Ettore Bertoni (all'epoca militante nelle file del Brescia) con 22 reti.

## Anni cinquanta

Bruno Micheloni tra i più prolifici bomber in Serie B

Fu nel 1950-1951 che la squadra raggiunse il miglior piazzamento di sempre in Serie B, eguagliando quello conquistato nella stagione 1947-1948, destinato a rimanere tale perché tre anni più tardi gli azzurri fecero ritorno in Serie C, retrocedendo all'ultima giornata in casa, precisamente il 31 maggio 1953 dopo lo scontro diretto contro il Piombino (sopra di un punto) in cui il Siracusa pareggiò a reti inviolate.
Appena retrocesso in Serie C, il Siracusa riconfermò quasi l'intera rosa per il campionato 1953-54 con la speranza di risalire in Serie B, speranza che rimase tale per questa e per le stagioni a seguire, in cui si raggiunse la salvezza all'ultima giornata e in cui i piazzamenti furono stabilmente a metà posizione. Questo fino al campionato di Serie C 1956-1957 quando al termine del torneo retrocesse per la prima volta in Serie D, retrocessione successivamente annullata per la rinuncia del Pavia a iscriversi alla stagione successiva.
L'anno successivo al ripescaggio per il Siracusa si rivelò a causa dell'allargamento dei gironi (Nord, Centro e Sud), un'autentica manna dal cielo in quanto vennero annullate le retrocessioni. Gli azzurri per la cronaca, allenati nuovamente da Mario Perazzolo, si piazzarono al dodicesimo posto disputando un campionato tranquillo.
Anche il campionato 1958-1959, segnato dalla mancanza delle retrocessioni, spinse buona parte delle società a valorizzare il proprio settore giovanile. Gli azzurri terminano penultimi mettendo in evidenza giovani calciatori come i giovani Pulvirenti (6 reti) e Franzò (5 reti). 
Dopo due anni senza retrocessioni, nel campionato 1959-1960 il Siracusa affidò la propria panchina a Oronzo Pugliese che portò gli azzurri a un quinto posto finale, con il record di imbattibilità in casa.

## Anni sessanta

Washington Cacciavillani soprannominato El Chico

Gli anni sessanta vedono gli azzurri, allenati da Čestmír Vycpálek (zio di Zdeněk Zeman ed ex bandiera del Palermo e della Juventus), andare vicinissimi al ritorno in Serie B, in particolare nel 1960-1961 dove però, alla fine, vennero preceduti dal Trapani che ebbe la meglio nella lotta promozione battendo gli aretusei 2-1 alla penultima giornata che si rivelò decisiva (poiché allora, prima della partita, entrambe avevano 44 punti a testa, malgrado gli azzurri si sono imposti contro i granata 3-1 all'andata), e dal Cosenza (quest'ultimo poi promosso in B data la sconfitta dei trapanesi e il pareggio dei rossoblù all'ultima giornata), con l'ingaggio del primo straniero della storia calcistica azzurra, l'uruguaiano Washington Cacciavillani soprannominato dai tifosi El Chico. Nei campionati successivi, i leoni affrontarono tornei anonimi con Rocco Testa ed Ettore Casini protagonisti sul campo, in cui si avvicendarono vari tecnici come Egizio Rubino, Sandro Puppo (tra i primissimi nel campionato italiano e a Siracusa ad applicare il gioco a zona, il quale in seguito è stato ripreso da vari allenatori, su tutti Nils Liedholm, Arrigo Sacchi, Zdenek Zeman e Giovanni Galeone, ed inoltre è diventato uno degli elementi fondamentali del calcio totale) ed Ettore Mannucci, durante i quali rischiarono più volte di essere risucchiati nella lotta per non retrocedere.
La retrocessione nei dilettanti si materializza nel 1967-1968, dopo 31 anni trascorsi tra la B e la C, sancendo la fine dell'era di Sgarlata alla presidenza della società e celebrando il passaggio del timone al subentrante Angelo Genovese. Nel triennio di militanza in Serie D (allora equivalente alla futura Serie C2) il Siracusa ebbe anche modo di disputare inediti derby di provincia con Avola, Floridia, Leonzio e Netina.

Egizio Rubino ai tempi calciatore e tecnico degli azzurri

## Anni settanta
Dopo i primi due campionati di Serie D, conclusi rispettivamente al 3º e al 10º posto, nella stagione 1970-1971 vi fu un avvicendamento societario in cui Graziano Verzotto, segretario provinciale della Democrazia Cristiana veneto di nascita trasferito a Siracusa, si avvicinò alle sorti del Siracusa fino a rilevarne la società. Con l'arrivo di Verzotto alla presidenza, gli aretusei disputarono un campionato di vertice tenendo un lungo testa a testa con il Cantieri Navali Palermo. Al termine della stagione, entrambe le formazioni chiusero al primo posto in campionato portandole ai due spareggi del Celeste di Messina (0-0) e del Collana di Napoli (1-1); qui, dopo i tempi supplementari, la vittoria fu assegnata a sorte agli azzurri con il lancio della moneta, sancendo così il ritorno in Serie C dopo tre anni. 

Il lancio della monetina sancisce la promozione in C dei siracusani nella stagione 1970-1971

Il campionato di 1971-1972, il Siracusa vide al suo ritorno in terza serie, caratterizzato inoltre dal debutto in campionato di Amedeo Crippa destinato a diventare un'autentica bandiera della maglia azzurra, con la quale ha collezionato ben quattordici stagioni consecutive con la bellezza di 462 presenze.
I successivi tornei videro gli azzurri ben figurare, soprattutto nelle stagioni 1974-1975 (prima della quale cambia denominazione in Siracusa Calcio) e 1976-1977 con alla guida tecnica Gennaro Rambone e Ulderico Sacchella. In quei due campionati si lottò per la promozione in Serie B con Luigi Foti alla presidenza trovandosi più volte in testa alla classifica, una di queste dopo la vittoria interna del 31 ottobre 1976 sul Bari (2-0) nel mentre, durante il campionato 1975-1976, per gli aretusei fu un anno destabilizzante segnato dai problemi giudiziari che coinvolsero il presidente Graziano Verzotto, e che lo portarono a scappare dall'Italia, lasciando la presidenza alla moglie Maria Nicotra. 

### 1979: Campionato e Coppa Italia Semiprofessionisti
Siracusa: Bellavia, Favero, Restivo, Agosti, Belfiore, Crippa, Petraccini, Biasiolo, Biagetti (70' Lo Russo), De Pasquale, Ballarin.
Allenatore: Facchin
Biellese: Reali, Francisetti, Braghin, Borghi, Capozucca, Sadocco, Schilirò, Conforto, Lamia Caputo, Palese (75' Pellerei), Enzo.
Allenatore: Gori
Arbitro: Altobelli di Roma.
Spettatori: 8.000
Marcatori: 87' Ballarin (S).

Il capitano Crippa alza al cielo la Coppa Italia Semiprofessionisti

Nel 1977-1978, con lo sdoppiamento della Serie C in Serie C1 e Serie C2, il Siracusa, non riuscendo a classificarsi entro le prime otto, viene declassato nella neonata quarta serie. Ma la società non si deprime e costruisce una squadra di valore per tentare fin da subito la risalita in terza serie. All'inizio del torneo, grazie agli arrivi di alcuni calciatori di indiscusso valore come ad esempio Walter Ballarin (bomber dalla doppia cifra), Giorgio Biasiolo (con un passato da titolare al Milan), Ubaldo Biagetti e Luciano Favero (questo trio fu ribattezzato dagli sportivi le tre B per via delle prestazioni positive in ogni singola partita), seguì una stagione trionfale segnata dalla vittoria del proprio girone e della Coppa Italia Semiprofessionisti conquistata il 17 giugno 1979 battendo in casa la Biellese con rete di Ballarin, laureatosi capocannoniere del girone con 17 reti.. Quello azzurro è stato il primo club siciliano ad aggiudicarsi un trofeo. Successivamente solo il Palermo è riuscito a eguagliare questo primato vincendo la medesima coppa nel 1993.

### 30 maggio 1979: La morte di Nicola De Simone

Lo stabiese Nicola De Simone

La stagione ebbe comunque un sapore amaro, in quanto fu rovinata dalla scomparsa del difensore Nicola De Simone, ricoverato d'urgenza a Napoli dopo un duro incidente di gioco subito durante la trasferta a Palma Campania, e deceduto dopo 17 giorni di coma. Il 3 giugno 1979, in occasione dei funerali a cui parteciparono i tifosi aretusei in sosta a Castellammare di Stabia prima di andare a Sorrento, nacque il gemellaggio tra le tifoserie di Castellammare e di Siracusa, rispettivamente città natale e d'adozione del giocatore, destinato a diventare uno dei più saldi e duraturi anche in ambito extracalcistico. Da lì a poco lo stadio di Siracusa venne intitolato in sua memoria.
Nel primo campionato nella nuova Serie C1 1979-1980, gli azzurri mantennero in linea di massima la stessa ossatura della squadra del campionato precedente con Ballarin in attacco affiancato dal neo acquisto Sergio D'Agostino, i quali realizzarono sedici reti in coppia. Al termine del torneo, gli azzurri conquistarono la salvezza con largo anticipo, piazzandosi al settimo posto. Inoltre, durante la stagione la squadra fu capolista per alcune giornate, fino alla sconfitta maturata nello scontro diretto del 25 novembre 1979 contro il Catania perso al De Simone per 0-1.

## Anni ottanta

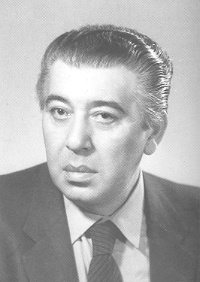
Il presidente del Siracusa Luigi Foti

A partire dal campionato di Serie C1 1980-1981, per la società iniziò un periodo di ottimi propositi di vittoria finale (facendo registrare il record di abbonamenti mai più avuti a Siracusa, oltre duemila), ma tutto terminò molto male con il penultimo posto sopra la Turris e soli 23 punti. In questo modo, il Siracusa scivola nuovamente in Serie C2 dopo una stagione fallimentare costellata dall'avvicendamento di ben quattro allenatori sulla panchina azzurra (Carlo Facchin, Nicola Chiricallo, Bruno Pesaola e Paolo Lombardo). Nella quarta divisione calcistica vi rimase per quasi un decennio, contraddistinto da continue vicissitudini societarie e da campionati anonimi, con la sola eccezione della stagione 1982-1983 in cui si è giocato la promozione con Messina e Akragas, sfumata per soli quattro punti.
Dal 1986, con il ritorno alla denominazione Associazione Sportiva Siracusa in seguito al fallimento pilotato dell'ex Siracusa Calcio di cui si è mantenuto il numero di matricola 49470 e la categoria, ebbero inizio le stagioni del presidente Giuseppe Pippo Imbesi. Le prime due furono tutto sommato buone e terminarono entrambe al sesto posto.
La svolta avvenne nella stagione 1988-1989 quando il presidente Imbesi confermò alla guida tecnica Paolo Lombardo e buona parte della squadra (in cui, tra gli altri, giocarono il portiere Davide Torchia e il centrocampista Pasquale Marino), la quale dopo un testa a testa entusiasmante con la Cavese per aggiudicarsi la seconda posizione (valevole per la promozione diretta), approdò in Serie C1 dopo otto anni di purgatorio in quarta serie, battendo nella gara decisiva in un Nicola De Simone strapieno per l'occasione (oltre diecimila presenze) la Lodigiani per 3-1 con le reti di Pannitteri, Mezzini e Martin.
Nell'annata successiva, venne confermata buona parte della rosa dello scorso anno aggiungendo tra i nuovi acquisti l'attaccante Girolamo Bizzarri (prelevato dalla Casertana) e Primo Maragliulo (esperto centrocampista proveniente anch'egli dalla Casertana). La squadra, durante il torneo, disputò un buon campionato concludendo la stagione al decimo posto ottenendo una salvezza tranquilla, ma la vera rivelazione fu Francesco Pannitteri, autentico trascinatore azzurro grazie ai suoi 15 gol che gli permisero di essere vice capocannoniere del girone B.

## Anni novanta

Primo Maragliulo, protagonista nel Siracusa dal 1989 al 1993.

La stagione 1990-91 riservò diversi cambiamenti: dall'arrivo del nuovo allenatore Adriano Cadregari, a diversi calciatori che arrivarono in Sicilia come il difensore David Balleri, l'ex attaccante dell'Inter Amerigo Paradiso, il talentuoso centrocampista Oreste Didonè e Valerio Mazzucato. Gli aretusei a fine campionato conquistarono il decimo posto, non senza dare spettacolo nei derby vinti contro il Palermo (3-2 in casa) e il Catania (storico 4-1 al Cibali).
Nella stagione successiva, dopo aver acquistato il funambolico attaccante romano Fabio Lucidi (che farà parlare di sé), il percorso in campionato si annaspa nelle zone basse della classifica, e al termine del torneo inaspettatamente culmina anche nella retrocessione sul campo. Da quel momento, per società e squadra iniziò una fase delicatissima costellata da problemi economici, ma che in compenso portò al ripescaggio in terza serie per via di un presunto illecito sportivo combinato dal Licata con conseguente retrocessione, a cui ne seguì un'altra nel campionato 1992-1993, precisamente al termine dell'ultima partita in casa contro il Monopoli nonostante la vittoria per 2-1. Ma la fortuna dell'estate precedente si ripete perché, a causa di numerose cancellazioni di club del Sud Italia (tra cui le corregionali Catania e Messina), il Siracusa beneficia nuovamente del ripescaggio mantenendo la categoria per il rotto della cuffia. 
Nella stessa stagione, precisamente il 25 aprile 1993, un fatto bizzarro coinvolse indirettamente il Siracusa, specificatamente un altro illecito sportivo accaduto durante Siracusa-Perugia in cui gli inquirenti accertarono responsabilità dirette da parte del presidente del Perugia Luciano Gaucci (nonché proprietario di una scuderia ippica), il quale diede in donazione un cavallo al suocero dell'arbitro designato per la gara (il signor Emanuele Senzacqua), oltre ad aver pranzato tre giorni prima della partita con lo stesso. Per la cronaca l'incontro finì 1-1, non senza polemiche e dure contestazioni, con vantaggio azzurro di Marcellino e pareggio umbro siglato da Michele Gelsi su calcio di punizione..
L'anno successivo la salvezza venne raggiunta sul campo tramite play-out, avendo la meglio anche stavolta sul Nola (sconfitta per 1-0 a Nola, vittoria per 2-0 a Siracusa). Inoltre, durante il torneo, venne disputato il derby della provincia contro la Leonzio, con vittoria aretusea in casa per 5 a 1 e sconfitta in quel di Lentini per una rete a zero. 
Nella stagione 1994-1995, il Siracusa con Giuliano Sonzogni in panchina e Feliciano Di Blasi preparatore atletico, si ritrovò capolista a punteggio pieno dopo dieci giornate, dunque lottando per la promozione, ma la permanenza in cima alla classifica durò poco a causa della serie negativa che fece perdere la vetta a favore della Reggina vittoriosa nello scontro diretto del De Simone per 0-2, e soprattutto la precaria situazione economica della società costretta a vendere elementi di valore come Leonardo Colucci alla Lazio per fare cassa. Nonostante le difficoltà, la formazione di Sonzogni riuscì non solo a portare a termine il campionato ma pure a restare nelle zone alte della classifica, concludendo al quinto piazzamento finale nel proprio girone e dominando il Nola per un punto di vantaggio: grazie a questo piazzamento, si assicura l'accesso ai play-off, non senza sofferenze protrattesi fino all' ultima giornata disputata il 28 maggio 1995, in cui pareggiò 0-0 contro l'Empoli, all'epoca allenato da Luciano Spalletti, nonché grazie alla contemporanea vittoria del Casarano ai danni dei Nolesi, diretta concorrente degli aretusei. In concorrenza inoltre, per il salto di categoria, nella classifica finale ai play-off, c'erano anche l'Avellino, il Gualdo e infine di nuovo i corregionali del Trapani (questi in vantaggio di 2 punti dal Siracusa) allenati da Ignazio Arcoleo.

L'ultima partita dell'A.S. Siracusa 1924 giocata in casa il 28 maggio 1995

L'avversario designato dalla griglia play-off sono gli avellinesi. Una delle possibilità di salvare il salvabile era proprio il raggiungimento della Serie B per via del premio in denaro destinato alle promosse. L'incontro di andata, disputatosi al Granillo di Reggio Calabria per inadeguatezza dello stadio De Simone, vide gli azzurri avere la meglio sugli irpini per 2-1 (reti di Scaringella e Logarzo), per la gioia dei cinquemila aretusei al seguito. Al ritorno, in un clima decisamente ostile e intimidatorio, con la sconfitta per 1-0 il Siracusa uscì mestamente dai play-off, e a distanza di un mese venne radiato dalla Lega. 
Il fallimento, invece, fu pronunciato dal Tribunale di Siracusa il 6 febbraio 1996, comportando la conseguente revoca dell'affiliazione e della matricola federale 49470 in cui era contenuta tutta l'anzianità e la storia azzurra lunga quasi 60 anni.

### 1995: Il fallimento e il Siracusa Marcozzi

Il logo dell'US Siracusa

Nel frattempo, prima del campionato di Promozione Sicilia 1995-1996, la storica Unione Sportiva Marcozzi Siracusa 1956 diventò il nuovo Siracusa (mutando provvisoriamente nome in Siracusa Marcozzi) ripartendo dalla seconda divisione a livello regionale con un manipolo di calciatori tutti o quasi siracusani, allenati dal floridiano Giovanni Grande (ex centrocampista azzurro negli anni '80 nonché ex del primo Foggia di Zeman), i quali esordirono il 17 settembre 1995 al De Simone di fronte ai vecchi e nuovi tifosi in occasione di Siracusa Marcozzi-Acate finita 2-0 con reti di Regina e Lo Iacono. 
Quest'annata vide gli azzurri contendersi la vittoria del campionato insieme allo Scordia e proprio contro gli etnei si ebbe la possibilità di effettuare il sorpasso in classifica nella gara di campionato valevole per il girone di ritorno da disputare tra le mura amiche. Gli azzurri spinti da circa un migliaio di spettatori, non riuscirono a vincere impattando per 0 a 0, consegnando la vittoria del campionato ai catanesi, che la spuntarono per soli due punti. Successivamente, per via del bacino d'utenza della città, si ottenne il ripescaggio in Eccellenza.
Nei due anni successivi, disputati nel campionato di Eccellenza, dapprima dopo aver terminato secondi vedono sfumato i sogni promozione perdendo i play-off contro la Folgore Castelvetrano con una doppia sconfitta sia a Castelvetrano che al ritorno tra le mura a amiche. L'anno successivo, il presidente Lanza allestisce una corazzata, scegliendo come mister il romano Mauro Zampollini (tecnico navigato tra le categorie dilettantistiche) e alcuni giocatori in grado di fare la differenza, fra tutti Nino De Luca (bomber dalla doppia cifra ex Messina) e Vincenzo Marchese con un trascorso in Serie A con il Cagliari. Gli azzurri al termine della stagione vincono campionato e Coppa Italia Dilettanti Sicilia grazie soprattutto alle reti di De Luca e Marchese, capaci di realizzare 38 reti in due su un totale di 47, riportando il calcio siracusano a un livello quasi accettabile. 

### 12 gennaio 1998: La morte di Giorgio Di Bari

L'indimenticato Giorgio Di Bari

Negli anni del dilettantismo, una notizia sconvolge la tifoseria azzurra. L'ex capitano Giorgio Di Bari, bandiera a cavallo fra gli anni 80/90, muore all'età di 34 anni mentre di ritorno da un allenamento con la sua squadra dell'epoca il Bisceglie viene colpito da infarto fulminante mentre era all'interno della sua auto. Il difensore, pugliese di nascita ma siracusano d'adozione (sposò una siracusana da cui ebbe un figlio), ancora oggi risulta essere tra i più presenti in maglia azzurra con le sue 204 gare disputate. In occasione del suo funerale svoltosi alla Cattedrale di Siracusa, parteciparono migliaia di tifosi azzurri che gli resero omaggio. A lui la città di Siracusa ha dedicato un impianto sportivo.
Il campionato 1998-1999, partito con slogan pubblicitari di vittoria del campionato, parte nel peggiore dei modi. La società cambiò definitivamente denominazione in Unione Sportiva Siracusa, viene stravolto l'organico che l'anno prima tanto bene aveva fatto, e in campionato si parte male. Al termine del girone d'andata, ne fa le spese il tecnico Zampollini, che viene sostituito da Orazio Sorbello, ma i risultati tardano ad arrivare, e il Siracusa staziona nelle ultimissime posizioni di classifica. La società, decide così di richiamare il tecnico romano che tanto bene aveva fatto l'anno precedente, e dopo una timida ripresa, gli azzurri crollano, inanellando una serie di risultati negativi che ne segneranno la retrocessione diretta all'ultimo posto, dopo appena un anno nella massima categoria dilettantistica, aprendo uno dei periodi più cupi mai avuti nella storia calcistica della città.

## Anni duemila
Dopo tre anni di alti e bassi nel massimo campionato regionale (e in cui i play-off si confermano tabù), nell'agosto 2002 il Siracusa venne ripescato in Serie D, al termine di un campionato che ha visto la squadra allenata da Giuseppe Strano arrivare seconda e perdere il primo turno dei play-off in campo neutro contro il Licata per una rete a zero. In questi anni si mette in evidenza un giovanissimo Giovanni Abate. Classe 1981, l'attaccante megarese con i suoi vent'anni trascina a suon di reti gli azzurri, mettendosi in evidenzia nel taccuino dei procuratori a caccia di talenti. Così a fine stagione il Palermo (militante in Serie B) lo acquista a titolo definitivo. 
Dal campionato di Serie D 2002-2003, la squadra disputò quasi sempre campionati di vertice ma senza successo, arrivando ai play-off e perdendoli per ben cinque volte in sei anni tra cambi alla presidenza con Lanza, Longo e poi Luigi Salvoldi dalla stagione 2005-2006. 
La stagione 2003-2004 segna le dimissioni del presidente Gabriele Lanza che lascia la società in mano al nuovo acquirente Tino Longo. 
Questa gestione dura pochissimo, nel senso che dopo alcuni mesi di mal gestione, viene venduta all'imprenditore siracusano Luigi Salvoldi.  Fin dalla stagione 2004-2005, la nuova gestione parte con l'intento di vincere il campionato, ingaggiando il tecnico floridiano Gaetano Auteri e il calciatore Giovanni Pisano siracusano di nascita, bomber con trascorsi in serie B e C1. Si termina il campionato in quarta posizione, con la possibilità di disputare i play off promozione. Approdato in finale, gli azzurri sfidano il Sapri, e dopo aver vinto l'andata in un De Simone strapieno all' 89' con gol di Pisano, perde malamente al ritorno per 3 a 1 dicendo addio al sogno promozione.
Il campionato 2005-2006 con in panchina mister Bellinvia, (ex proprio del Sapri) la squadra non sembra avere quella marcia in più rispetto alle altre concorrenti, tanto da costare l'esonero al tecnico messinese. Gli azzurri con in panchina il tecnico della juniores Giancarlo Betta, perdono 6-5 ai rigori alla prima gara dei play-off, nella semifinale giocata contro il Cosenza. 

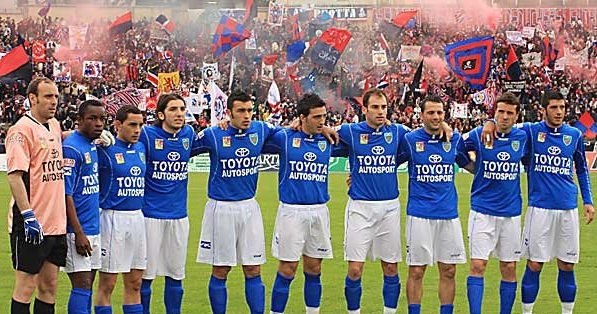
Una formazione del 2007-2008

Nella stagione 2006-2007 viene ingaggiato come tecnico Domenico Giacomarro ex Paganese insieme a buona parte del gruppo che il mister ha allenato a Pagani. I risultati altalenanti fanno presagire a un'altra stagione in sofferenza. Difatti a farne le spese ancora una volta è l'allenatore, così al posto di Giacomarro, viene richiamato l'eterno Paolo Lombardo, che accetta di tornare ad allenare gli azzurri. I suoi metodi di lavoro, e soprattutto i risultati portano gli azzurri ai play-off. Con mister Lombardo si arrivò fino in fondo, perdendo solo in finale contro il Sibilla Bacoli, con gli spareggi ancora una volta stregati. 

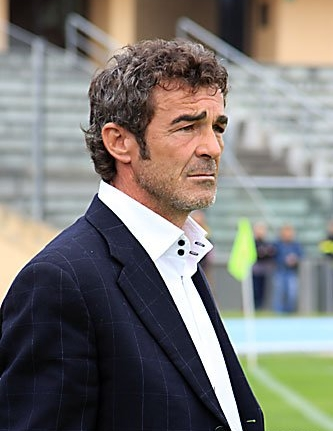
Il mister Gaetano Auteri principale artefice della promozione nel 2009

La stagione seguente 2007-2008, viene richiamato ad allenare gli azzurri Gaetano Auteri, a Paolo Lombardo viene assegnato il ruolo di direttore dell'area giovanile, mentre vecchia conoscenza della tifoseria siracusana, viene ingaggiato il direttore sportivo Nicola Pannone. In campionato non si va oltre il quarto posto, ai play-off si perde, ma la consapevolezza e che siano state gettate finalmente le basi per la tanto agognata scalata al professionismo.
La svolta per gli aretusei, arrivò solo nel 2008-2009, quando con Gaetano Auteri in panchina e con in squadra Cosimo Sarli e Vincenzo Cosa autentici mattatori, i siracusani si classificarono primi con il punteggio finale di 81 punti, e un vantaggio di 17 in più rispetto alla seconda (Vico Equense). Con questo punteggio finale e relativa promozione in Lega Pro Seconda Divisione, gli azzurri realizzarono il proprio record di punti mai fatto in un campionato a cui ha partecipato nella sua lunga storia calcistica.
Nel campionato di 2009-2010, che ha segnato il ritorno in un campionato professionistico dopo un'assenza durata oltre un decennio, il Siracusa (che per ironia della sorte ritrovò anche mister Sonzogni, l'ultimo in epoca professionista) disputò un ottimo campionato arrivando sesto e a un passo dai play-off. Nell'estate, però, la società vide un'altra promozione a seguito dell'ennesimo fallimento di ben 22 club, e il sodalizio azzurro beneficiò del ripescaggio in Lega Pro Prima Divisione ufficializzato il 5 agosto 2010.

## Anni duemiladieci
La stagione 2010-2011 segnò il ritorno in terza serie per la compagine siracusana dopo un'assenza durata quindici anni. Tra le novità di spicco, figurarono i nuovi acquisti: Giovanni Abate (con un passato in azzurro dal 1998 al 2001), il difensore Giovanni Ignoffo, l'argentino Fernando Spinelli e il centrocampista campano Carmine Giordano. Dopo un avvio shock, condito da cinque sconfitte in cinque partite e nessun gol realizzato, il sodalizio azzurro si affidò al subentrante Guido Ugolotti che prese il posto di Giuseppe Romano, il quale sfiorò a fine campionato la zona play-off.
La stagione successiva 2011-2012 con l'arrivo di Andrea Sottil come allenatore, gli azzurri stazionano nelle zone alte della classifica, e dopo aver accarezzato il primo posto, cominciano a risentire di alcuni campanelli di allarme proveniente dalla società per via di arretrati non pagati, fino ad arrivare a un totale di cinque punti di penalizzazione per debiti accumulati e non regolarizzati in tempo. Nonostante tutto, la regular season si concluse al terzo posto, permettendo al Siracusa di disputare i play-off con la possibilità di disputare la gara di ritorno tra le mura amiche per via della migliore classifica. Nello spareggio contro la Virtus Lanciano, gli azzurri persero per 1 rete a 0 e al ritorno, in un Nicola De Simone stracolmo, col pareggio per 2 a 2, vanificò il sogno di disputare la finale play-off. 
Il 16 luglio 2012, dopo il mancato versamento della fideiussione necessaria per l'iscrizione al torneo successivo da parte del presidente Luigi Salvoldi, a causa dei noti problemi economici, il consiglio direttivo della Lega Pro escluse il Siracusa dalla Prima Divisione. A differenza di ciò che avvenne nel 1995, la società non andò incontro al fallimento, ma fu la proprietà a decidere di non iscrivere la prima squadra a nessun campionato, se non in quelli giovanili (allievi e giovanissimi). 

### 2012: La ripartenza in Terza Categoria
Un mese dopo l'esclusione dalla Lega Pro Prima Divisione, nell'estate del 2012 grazie all'impegno della tifoseria organizzata che creò un azionariato popolare, il 23 agosto nacque l'Associazione Sportiva Dilettantistica Siracusa Calcio poco dopo ridenominato A.S.D. Città di Siracusa per motivi federali, che venne iscritto al campionato di Terza Categoria. A questo torneo provinciale, per la prima volta nella sua storia il Siracusa si trova a confrontarsi contro squadre di paesi più o meno limitrofi come Lentini, Sortino, Portopalo, Solarino, Floridia, Villasmundo, Cassaro oltre alla frazione dello stesso capoluogo Belvedere di Siracusa. Al termine della stagione agonistica, gli azzurri vincono campionato (16 vittorie 1 pareggio e 1 sconfitta) e Coppa delle Province, battendo l'8 giugno 2013 nella finale di Santa Flavia in provincia di Palermo la Nuova Indipendente, squadra messinese di Furci Siculo col punteggio di 4 a 1.. Tra le trasferte che si ricordano particolarmente in questa annata vi è sicuramente quella del 6 gennaio 2013 disputata a Cassaro, paese montano ibleo di 787 abitanti, con vittoria degli azzurri per 3 a 1.
L'anno successivo, la società rinunciò a iscriversi al campionato di Seconda Categoria perché il 25 giugno 2013 l'imprenditore siracusano Gaetano Cutrufo, all'epoca presidente del Palazzolo, trasferì il titolo sportivo di Eccellenza dando vita allo Sport Club Siracusa.
2013-2014: Nel primo anno di vita del neonato club stagione, per via della rifondazione totale della squadra, e un inizio deludente in campionato, gli azzurri dopo un avvicendamento tecnico avuto (esonerato Pidatella, al suo posto Strano vecchia conoscenza dei siracusani) arrivano fino al terzo posto che consentono di disputare i play-off promozione. Nelle gare dei play-off però, gli aretusei persero la finale contro il Misterbianco abbandonando le velleità di promozione.

### 2014-2016: L'era Cutrufo e la doppia promozione
2014-2015: Nel campionato successivo, dopo il cambio di denominazione in A.S.D. Città di Siracusa, per gli aretusei con Giuseppe Anastasi in panchina, si costruì una squadra attrezzata per vertice, con calciatori esperti come l'ex Catania Giuseppe Mascara, fino a poco tempo fa in forza al Pescara in Serie B. Dopo un campionato condotto al vertice, il 12 aprile 2015, durante l'ultima giornata di campionato, grazie alla vittoria per 2-0 sui catanesi del San Pio X, gli azzurri vennero promossi in Serie D grazie al contemporaneo pareggio della formazione etnea in quel di Barcellona Pozzo di Gotto. 
2015-2016: La stagione del ritorno in Serie D, la società cominciò a conformare un assetto societario di livello, inserendo nello staff le figure del direttore generale Simona Marletta con un passato da dirigente nel Calcio Catania, e del direttore dell'area tecnica Giuseppe Antonino Laneri, tornato a far parte della famiglia Siracusa dopo gli ottimi risultati conseguiti nell'era Salvoldi. Tra i calciatori, tornò a vestire l'azzurro anche il centrocampista Davide Baiocco che sposò nuovamente la causa azzurra dopo la stagione del 2011-2012. In campionato, gli azzurri dopo un inizio burrascoso che costò la panchina al tecnico Lorenzo Alacqua e il successivo ingaggio di mister Andrea Sottil, partita dopo partita, gli aretusei guadagnarono posizioni, fino ad arrivare per la prima volta in testa alla classifica durante lo scontro diretto contro la Cavese del 6 dicembre 2015, che venne battuta per 3-1. Il testa a testa durò fino al termine della stagione agonistica, aggiungendo alla Cavese un'altra pretendente quale la Frattese. Anche in questa annata, gli azzurri ottennero la promozione diretta solo al termine dell'ultima gara di campionato, quando grazie al pareggio sul Rende dopo quattro anni il Siracusa, tornò a disputare un campionato professionistico (la neonata Lega Pro divenuto terzo livello calcistico italiano).

Il logo del Siracusa Calcio

2016-2017: Con l'accesso al campionato professionistico di terza serie, viene data una nuova conformazione societaria. Esattamente il 14 giugno 2016, si torna alla vecchia denominazione già utilizzata negli anni '70 di Siracusa Calcio. Inoltre viene sostituito il direttore generale (via Simona Marletta, sostituita prima da Massimo Bandiera ex Cosenza, e poi dopo che quest'ultimo lascia per motivi familiari, la carica viene ricoperta da Giancarlo Cutrufo fratello del presidente Gaetano) e il direttore sportivo (via Finocchiaro al suo posto Antonello Laneri). 
Gli azzurri si imbattono in un girone di ferro, che vede la presenza di squadroni quali Lecce, Foggia, Taranto, Catania, Messina, Cosenza e Reggina. Dopo un inizio difficile, in cui vengono raccolti nelle prime sette gare appena tre punti, il Siracusa gradatamente riesce a risalire la china, concludendo il girone d'andata appena al di fuori della zona play out.
Molto affascinanti i derby disputati in casa contro Catania e Messina, per il semplice fatto che gli azzurri ritrovano la vittoria tra le mura amiche contro i rossoazzurri dopo ben 64 anni (ultimo precedente nel 6 aprile 1952 vittoria per 3 a 1) grazie alla rete di Filippo Scardina, mentre contro i giallorossi a distanza di 39 anni (ultima volta in una categoria professionistica il 13 marzo 1977) grazie alla doppietta di Emanuele Catania che festeggia anche la rete n. 30 in azzurro.

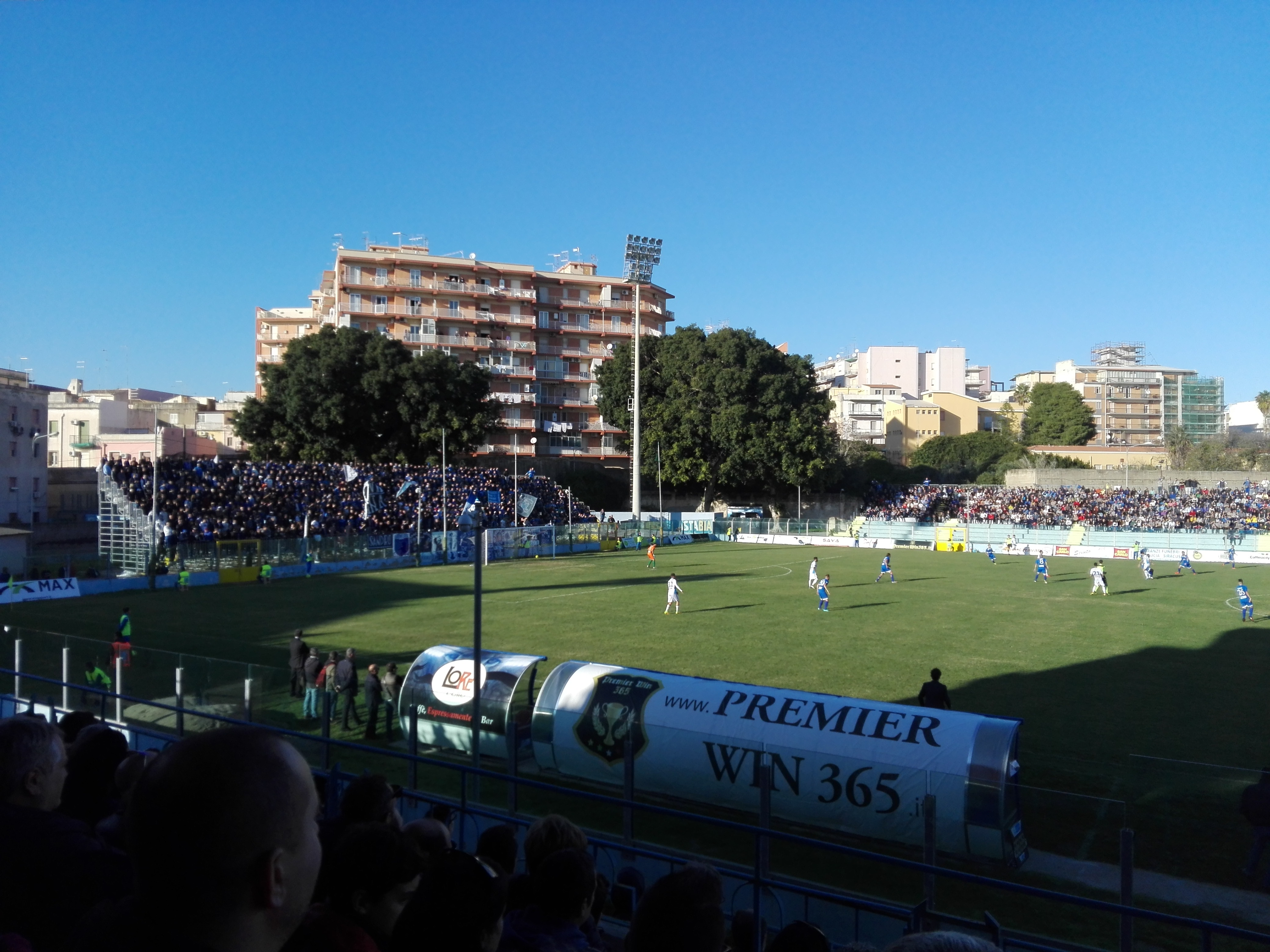
10 dicembre 2016, il Siracusa torna a vincere il derby con il Catania in casa a distanza di 64 anni.

Nel girone di ritorno gli azzurri tengono una media punti alta che gli permette di stabilizzarsi con costanza nella zona play off. Decisive sono le cinque vittorie consecutive che gli permettono di assestarsi tra le prime sei della classe. Il 9 aprile 2017 con la vittoria ottenuta a Cosenza per 2 a 1, il Siracusa aggancia la Juve Stabia al quarto posto ottenendo il miglior piazzamento stagionale. Al termine della regular season, gli azzurri si posizionano al sesto posto centrando con largo anticipo i Play-off promozione, con il vantaggio di disputare la prima gara tra le mura amiche, grazie a una migliore posizione in classifica raggiunta. Nella gara unica giocata in notturna a Siracusa contro la Casertana, gli azzurri pur avendo a disposizione due risultati su tre per passare il turno, perdono col punteggio di 0-2, abbandonando i proibitivi sogni promozione e concludendo la stagione al di sopra delle aspettative.
Il 1º giugno 2017 nella qualità di Direttore generale firma un contratto annuale Giuseppe Iodice, ex Napoli e Salernitana su tutte, con un'esperienza trentennale nel settore.
Il 13 giugno 2017 il tecnico Andrea Sottil di comune accordo con la società aretusea, decide di non rinnovare il contratto. A distanza di qualche giorno rinnovano i rispettivi contratti alcuni calciatori cardine della passata stagione quali Marco Turati, Carmine Giordano, Emanuele Catania e Fernando Spinelli. A distanza di qualche settimana anche i vari Scardina (prestito dalla Pro Vercelli), Toscano (prestito dal Palermo) e Marco Palermo tornano a vestire l'azzurro. Quest'ultimo rinnova il suo contratto con gli azzurri per il quarto anno consecutivo, presente fin dai tempi dell'Eccellenza stagione 2014-15. 
Il 25 giugno 2017 viene ufficializzato l'ingaggio del tecnico foggiano Paolo Bianco, nella passata stagione vice allenatore della primavera del Sassuolo. Il 24 luglio viene ufficializzato il ritorno in maglia azzurra di Nicola Mancino, trequartista trentatreenne già al Siracusa nella stagione 2010-2011.

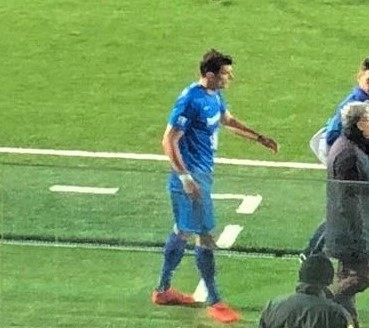
Giangiacomo Magnani in una delle sue ultime apparizioni con la maglia azzurra.

2017-2018: Nel girone d'andata gli azzurri confermano il trend di crescita avuto dalla società nel panorama professionistico, tanto da concludere al quarto posto dietro le corazzate Lecce, Catania e Trapani. Il Siracusa, al giro di boa, dimostra di essere più squadra da trasferta, inanellando lontano dal De Simone ben 6 vittorie 2 pareggi e appena 2 sconfitte. Nel mercato invernale, parecchi sono i calciatori azzurri oggetto d'interesse di squadre blasonate, fra tutti Giangiacomo Magnani al quale società come Udinese, Sampdoria e Cagliari provano a contenderselo. 
Alla fine a spuntarla sarà il Perugia, grazie agli ottimi rapporti con la Juventus (società che l'anno successivo ne acquisterà il cartellino facendogli sottoscrivere un contratto quinquennale a fronte di un corrispettivo di 5 milioni) portando nelle casse azzurre circa cinquecentomila euro.

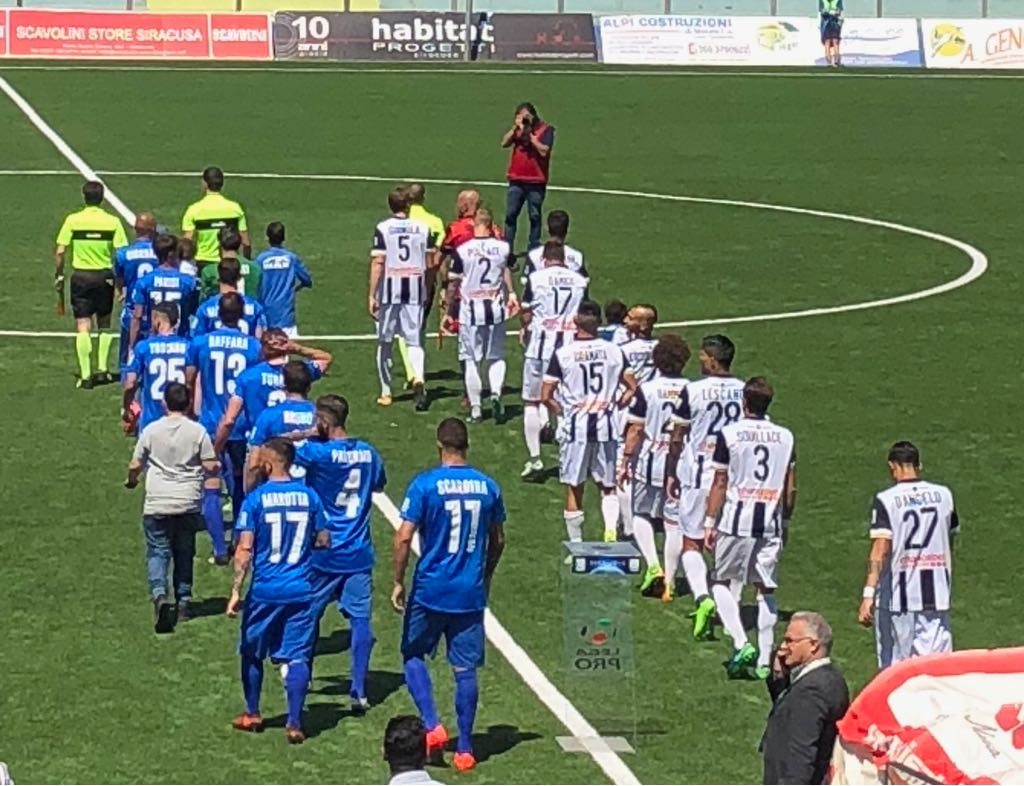
06 maggio 2018, Siracusa-Sicula Leonzio 1-0, torna a disputarsi in Serie C il derby della provincia

Il 28 febbraio, ultimo giorno disponibile per poter operare nel mercato degli svincolati, il Siracusa ufficializza il colpo a sorpresa, presentando il nuovo acquisto Caetano Calil, attaccante brasiliano con un passato importante in Serie B tra le file del Crotone e Salernitana, in uscita dal Catania. Quest'anno, viene anche ricordato dalla tifoseria azzurra, per le vicessitudini societarie che vedono il club sanzionato dalla disciplinare con ben 10 punti di penalizzazione per inadempienze societarie, che compromettono l'esito del campionato. Difatti, gli aretusei passano da un'ottima posizione di classifica ottenuta sul campo con obiettivo play-off raggiunto, a un dodicesimo posto, evitando d'un soffio i play-out per non retrocedere.

### 2018-2019: Gestione scellerata Alì&Santangelo e fallimento
2018-2019: Il 4 luglio 2018 viene perfezionato il nuovo assetto societario del Siracusa Calcio. Gaetano Cutrufo, a cui si deve il merito di aver riportato il club nei professionisti in soli 5 anni di presidenza (due campionati di Eccellenza, 1 di Serie D e 2 di Serie C), decide di passare il timone del club azzurro all'imprenditore adranita Giovanni Alì che ne acquista il 100% del pacchetto azionario, diventando il nuovo presidente del Siracusa Calcio. Il nuovo presidente azzurro, come anticipato in conferenza stampa nel giorno della presentazione, porta a Siracusa molti dei calciatori avuti dalla precedente esperienza maturata a Troina dal campionato di Serie D, compreso di staff tecnico con Giuseppe Pagana allenatore. Particolare il fatto che molti dei nuovi giocatori azzurri siano di nazionalità argentina (ne arriveranno ben 6), fra cui spicca il nome di Federico Vázquez con esperienza maturata tra le file del Vélez, l'anno precedente 20 reti con la maglia degli ennesi. Inoltre vengono ingaggiati calciatori con trascorsi nel massimo campionato argentino, quali gli esterni d'attacco Nicolas Cesar Rizzo e Francesco Celeste, mentre Fernando Spinelli e Carmine Giordano, dopo 5 anni di militanza in azzurro, salutano Siracusa per passare al Palazzolo in Eccellenza. 

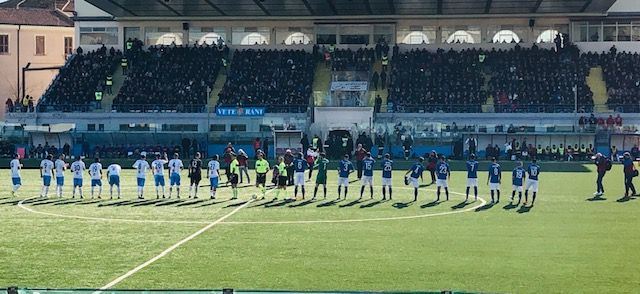
Il derby Siracusa-Catania del 20 gennaio terminato 2-1 per gli azzurri

Il 9 settembre una terribile tragedia sconvolge la società azzurra. Il Team Manager Davide Artale, ventisettenne originario di Alcamo perde la vita in un incidente autonomo avvenuto in Contrada Spinagallo nel siracusano. Con lui in macchina il portiere titolare Maurice Gomis rimasto praticamente illeso, riportando solo alcune ferite giudicate guaribile in venti giorni.
Il 31 ottobre l'allenatore Giuseppe Pagana, si dimette dall'incarico tecnico, dopo aver collezionato in sette gare ben cinque sconfitte. Le dimissioni furono dettate anche dal poco feeling instaurato con la piazza aretusea, che nel corso delle prime gare casalinghe lo ha messo spesso sulla graticola, al suo posto arriverà il trentaseienne Michele Pazienza ex Pisa. Quest'ultimo, durerà appena 6 gare, portando con sé risultati negativi e scarse prestazioni. Al suo posto subentra Ezio Raciti, che insieme con Pagana fungeva da allenatore in seconda. Il tecnico catanese, alla prima esperienza in terza serie, tra mille difficoltà legate al campo e anche su sponda societaria (alla fine del campionato il club subirà ben 6 punti di penalità per ritardi sui pagamenti), riuscirà nell'intento di salvare la categoria con una giornata d'anticipo. In un'annata da dimenticare, sicuramente si ricordano tra le gare più significative che gli azzurri hanno vinto, la gara del 20 gennaio contro il Catania tra le mura amiche (2-1) e il derby della provincia del 31 marzo contro la Sicula Leonzio (1-2). Il 24 giugno, ultimo termine per l'iscrizione in Serie C, la dirigenza azzurra, dopo diverse richieste di aiuto per ottemperare in tempo alle scadenze fissate dalla FIGC, non riesce nell'intento di iscrivere la compagine azzurra al campionato. Una gestione scellerata, porterà nelle casse azzurre debiti per circa 1 700 000 €, dovuti perlopiù da contratti pluriennali, scarse abilità di gestione e mancanza di sponsorizzazioni rilevanti, che porteranno Siracusa a un nuovo fallimento a distanza di 7 anni dall'ultima volta. Il duo Alì&Santangelo viene ricordato dalla piazza come la peggiore gestione societaria mai avuta nella storia calcistica cittadina.
Il 16 luglio 2019 il Comune di Siracusa pubblica il bando per poter costituire un nuovo soggetto sportivo, potendo ripartire dalla Serie D tramite il lodo Giorgetti (ex lodo Petrucci). Il consigliere comunale Gaetano Favara, per invogliare l'interesse dell'imprenditoria locale, lancia una pre-campagna abbonamenti, nell'intento di coinvolgere il più possibile tifosi e sponsor a contribuire all'iscrizione del Siracusa. Alla fine si conteranno complessivamente un totale di circa 350 abbonamenti, per complessivi 50 000 € in soli 6 giorni. Alla scadenza del bando, il giorno 24 luglio, si riceve una sola manifestazione d'interesse, da parte dell'imprenditore piemontese Travagin con trascorsi all'Atletico Catania, ma dopo essere stata esaminata, viene ritenuta incompleta da parte del Sindaco, che riapre il bando fino al giorno 26. In questa data verrà inoltrata al Comune un'altra proposta, da parte del gruppo Zurich Capital Funds, con sede legale negli Emirati Arabi. La proposta viene accettata, ma per una questione relativa alla tempistica non sortirà alcun effetto, in quanto non riusciranno a garantire e quindi a depositare alla Lega Nazionale Dilettanti la fidejussione di 350 000 €. Il Siracusa viene estromesso anche dalla possibilità di partecipare al campionato di Serie D. Nota stonata, la volontà di aiutare la causa azzurra da parte di Gaetano Cutrufo ex presidente degli azzurri, ma che in entrambi i bandi, non presenterà alcuna proposta in quanto lasciato solo.

### 2019: Cutrufo-bise la rinascita ASD Siracusa
2019-2020: Persa la Serie D, impossibilitati a richiedere l'iscrizione in Eccellenza (in quanto già rappresentata la città dalla squadra locale del Real Siracusa Belvedere), nell'agosto 2019, tra l'indifferenza più totale per le sorti del Siracusa, Gaetano Cutrufo ancora una volta, decide di rimettersi in gioco, nonostante abbia contro una parte della tifoseria che gli addossa responsabilità sugli avvenimenti accaduti. Costituita una nuova società con il nome ASD Siracusa, sfrutta la possibilità data da parte della Lega Nazionale Dilettanti regionale, che permette alle società estromesse dai campionati professionistici,   l'iscrizione a completamento organici. Così facendo, il Siracusa riesce in data 08 agosto ad essere ammesso al campionato di Promozione, scongiurando l'ipotesi inattività per il club di Via Montegrappa. Partiti in netto ritardo, si riesce ad allestire una compagine grazie alla disponibilità di alcuni calciatori ancora liberi da contratti con altre società, con la presenza in organico di ben tre argentini, il difensore Lliama (fratello del più conosciuto Cristian del Calcio Catania) il centrocampista Alfieri e l’attaccante Castillo. Gli azzurri nel girone di andata non riusciranno a tenere il passo del Pozzallo capolista, concludendo il girone di andata terzi con un passivo di 8 lunghezze dalla vetta. Aperto dicembre il mercato di riparazione, la società opera diversi acquisti di rilievo per la categoria, cercando di ridurre il distacco. Ad indossare la cassa azzurra molti siracusani come i bomber Miraglia e Sollano (melillese di nascita) rispettivamente vicecapocannoniere e capocannoniere della passata stagione, i centrocampisti Quarto e Pandolfo ed i difensori Bianchini e Sigona. Il Siracusa diventa un'autentica macchina da guerra, inanellando diverse vittorie consecutive, molte delle quali con passivi pesanti per gli avversari, riuscendo ad agguantare prima e a passare al comando della classifica ad addirittura otto giornate dal termine del campionato. La marcia degli azzurri dovrà fermasi solamente dinnanzi ad una grave crisi epidemiologica mondiale, il Coronavirus. Difatti, ai gravi eventi drammatici che hanno colpito l’Italia così come tutto il resto del mondo, la Federazione intraprende misure drastiche eccezionali, dichiarando in anticipo la chiusura di tutti i campionati, interrompendo le fasi finali, promuovendo le prime classificate di ogni girone.

## Anni duemilaventi
2020-2021: Promosso in Eccellenza, il Siracusa fin dalle primissime battute del calcio mercato intende predisporre una rosa competitiva che possa dire la sua in campionato. 
Confermato il mister Scifo, la società porta a termine un autentico colpo di mercato, riportando a distanza di un solo anno Emanuele Catania in azzurro. L'attaccante classe 1981, dopo la breve parentesi avuta al Catania ed alla Sicula Leonzio, dichiara di voler concludere la sua carriera al Siracusa, cercando di contribuire con i suoi gol ad una pronta risalita del club nel calcio che conta. Nel corso della campagna acquisti tanti altri saranno i calciatori importanti che verranno acquistati. I difensori centrali Raffaele Gambuzza e Alberto Cossentino provenienti dalla Serie D (quest'ultimo ex Siracusa in Serie C), i ritorni di Carmine Giordano e Giacomo Fricano, o gli ex Serie C Ancione e Siclari. Nonostante la compagine sia stata attrezzata per poter fare un immediato salto di categoria, qualcosa non quadra durante la preparazione estiva e le prime uscite di coppa Italia non convincono la proprietà. Fatto per cui la società con in testa Gaetano Cutrufo, esonera il tecnico Marco Scifo, sostituendolo con il palermitano Giovanni Ignoffo. Autentico colpo ad effetto del club di Via Montegrappa in quanto, l'ex calciatore del Siracusa nel biennio 2010-2012 proviene dall'Avellino in Serie C, sua ultima esperienza in panchina. Gli azzurri terminano il campionato al secondo posto, ed in virtù del nuovo regolamento di campionato, dato dalla pandemia in corso, vede gli azzurri inseriti in un girone playoff per l’ottenimento della promozione. Dopo aver superato in semifinale l’Aci S. Antonio, perde la finale in campo neutro ad Agrigento contro il Giarre per 3-2, rimandando il sogno promozione. 
Al termine del campionato, Cutrufo tenterà la carta del cambio titolo per ottenere il salto di categoria, così dopo varie trattative, riesce a rilevare il titolo del Marina di Ragusa, appena retrocesso in Eccellenza, ma in attesa di un possibile ripescaggio in Serie D. Clamorosamente tutto ciò non avviene, e l’Asd Siracusa si ritrova ad aver ceduto il titolo sportivo al Fc Leonzio, e il titolo del Marina di Ragusa trasferito a Siracusa sotto nome di Città di Siracusa, senza però ottenere il salto di categoria. Cutrufo dopo tutto ciò, passa la gestione societaria a Montagno, ex presidente degli azzurri stagione 1993-1994, che rileva le quote società al 100%.
2021-2022: Il nuovo Siracusa partito fortemente in ritardo per via del cambio societario, non riesce ad allestire una formazione di tutto rispetto che possa garantire la vittoria del campionato, e cosi, con una rosa composta ma tantissimi calciatori aretusei, non riesce ad andare oltre un quinto posto finale. Durante la stagione, al dimissionario Roberto Regina subentra Giuseppe Mascara, ma al tecnico etneo non riesce l'impresa di raggiungere i playoff promozione. Unica nota positiva, il raggiungimento da parte di Emanuele Catania del record di miglior marcatore della storia azzurra, ottenendo con i gol realizzati al termine della stagione il numero complessivo di 73 marcature con il Siracusa. 

### 2022: Siracusa Calcio 1924
2022-2023: La stagione successiva, la società aretusea ha come unico obiettivo il salto di categoria. Il presidente Montagno ufficializza l'ingresso in società del nuovo socio Alessandro Ricci imprenditore di origini toscane, nonché diversi sponsor che possano immettere maggiore capacità economica in vista della prossima campagna acquisti. Durante la presentazione del nuovo socio, il presidente Montagno annuncia il cambio di denominazione in ASD Siracusa Calcio 1924 (poi modificato in Siracusa Calcio 1924 SSD), in vista del centenario dalla nascita del club. Molti gli acquisti significativi adoperati dalla società aretusea che arrivano alla corte di mister Mascara, riconfermato alla guida degli azzurri. Fra tutti spicca Luca Ficarrotta, talentuoso fantasista con un passato tra le file del Palermo. La scalata alla promozione però per il Siracusa stenta a decollare, e così a farne le spese è mister Mascara, sollevato dopo appena sette giornate ed un notevole distacco dal primo posto in classifica, al suo posto Gaspare Cacciola. Nel mese di dicembre il sodalizio di via Montegrappa interviene massicciamente sul mercato dì riparazione, inserendo nel gruppo calciatori come Pettinato, Iraci e Privitera, il portiere Lumia, e gli stranieri Camara (con un passato in massima serie con l’Inter) e Arquin. Gli azzurri da quel momento ottengono una serie di risultati positivi che li condurranno in testa alla classifica avanti di un punto sull’Igea Virtus, perdendo purtroppo lo scontro diretto in terra messinese la settimana successiva. Gli aretusei rimarranno agganciati a -1 fino all’ultima giornata senza poi riuscire ad operare il sorpasso. Qualificato nei play off promozione, alla prima gara sconfiggono il Taormina per 4-0, accedendo alla fase nazionale incontrando i campani dell’Ercolanese. Qui gli uomini di mister Cacciola rifilano un 3-0 tra le mure amiche, bissando il successo in terra campana per 2-1. Approdato in finale playoff, gli azzurri incontrano l’Enna, formazione che, come il Siracusa si è classificato al secondo posto al termine della stagione regolamentare nel girone occidentale. Il sorteggio vuole che la gara di ritorno venga disputata a Siracusa. Nel match di andata davanti a 1.800 spettatori di cui 500 siracusani, gli uomini di Cacciola, andati sotto di un gol nella prima frazione di gioco, riescono a trovare il gol del definitivo 1-1 grazie a Ficarrotta che lo sigla a dieci minuti dal termine. Nel match di ritorno, la prevendita dei biglietti registra numeri da record, con tribuna, tribuna laterale, curva e gradinata sold out già due giorni prima della gara, presentando un notevole colpo d’occhio (5mila spettatori) durante la partita. Il Siracusa dopo essere passato in svantaggio, ribalterà la gara nella seconda frazione di gioco, imponendosi con il risultato finale per 3-1 (Belluso, Arquin e Palermo) festeggiando così la promozione in Serie D. Il Siracusa inoltre spezza una tradizione negativa nelle finali playoff, che lo ha visto negli ultimi cinquant’anni sempre perdente. Grande festa in città per il risultato ottenuto, con squadra, staff e tifosi riuniti a Piazza Archimede fino a tarda ora.
2023-2024: Iscritto in Serie D, il club passa al 100% ad Alessandro Ricci, il quale fin da subito pone le basi per dare al sodalizio aretuseo valide basi per programmare un futuro importante. Innanzitutto viene rilevata l’Accademia Siracusa, società tra le più importanti in ambito giovanile, proprio per poter rilanciare a dovere la scuola calcio Siracusa. Viene creata anche una sezione femminile partecipante al campionato di Eccellenza. Radicale il cambiamento apportato al comparto giocatori, dove gli unici ad essere riconfermati sono il portiere Lumia ed il centrocampista Palmisano. Confermato mister Cacciola alla guida, vengono fatti diversi acquisti importanti, tra i tanti spiccano i nomi di Arcidiacono, Vacca, Aliperta, Maggio, Alma, Benassi, Zampa, gli argentini Shurs e Tejio. Le ciliegine sulla torta sono stati gli acquisti di Andrea Russotto e Toni Markić.
926 gli abbonamenti sottoscritti dagli sportivi aretusei, che apprezzando il buon operato della dirigenza, hanno fin da subito manifestato vicinanza alle sorti azzurre. 
Nel girone di andata gli azzurri ottengono risultati strabilianti, totalizzando su 17 gare ben 13 vittorie e 4 pareggi, piazzandosi al giro di boa al secondo posto in classifica dietro solo al Trapani distante 4 punti. Migliori marcatori del girone di andata si piazzano Maggio e Alma, a conferma dell’ottimo operato del club. Numeri importanti anche per quanto riguarda le presenze degli spettatori al seguito del Siracusa, dove fin dalle primissime partite, in più occasioni si sono registrati oltre tremilia spettatori, con punte del tutto esaurito nelle partite contro Trapani e Vibonese.
Nel mese di novembre viene registrata anche l’acquisizione a titolo gratuito da parte del Siracusa sia del logo storico che di tutti i beni immateriali dell’AS Siracusa, fino a quel momento presieduti dall’Avv. Giuliano. Questo fattore permetterebbe alla città la possibilità di poter riutilizzare A distanza di quasi trent’anni nuovamente la denominazione storica, che negli anni ha riscosso maggior successo: Associazione Sportiva Siracusa. Nel mese di dicembre il Siracusa ingaggia il forte attaccante Manuel Sarao proveniente dal Catania per rinforzare un reparto già di suo completo.